# Wisley
Wisley is een civil parish in het bestuurlijke gebied Guildford, in het Engelse graafschap Surrey. De plaats telt 185 inwoners.